# Поскинка
Поскинка — река в России, протекает в Слободском районе Кировской области. Устье реки находится в 16 км по правому берегу реки Вохма. Длина реки составляет 11 км.
Исток реки у деревни Омсино (Светозаревское сельское поселение) в 20 км к юго-востоку от города Слободской. Река течёт на северо-восток, населённых пунктах на берегах нет, однако в 2 км от реки находится село Закаринье и деревня Спасская (Закаринское сельское поселение). Впадает в Вохму к северу от села Закаринье.

## Данные водного реестра
По данным государственного водного реестра России относится к Камскому бассейновому округу, водохозяйственный участок реки — Вятка от истока до города Киров, без реки Чепца, речной подбассейн реки — Вятка. Речной бассейн реки — Кама.
По данным геоинформационной системы водохозяйственного районирования территории РФ, подготовленной Федеральным агентством водных ресурсов:
- Код водного объекта в государственном водном реестре — 10010300212111100032232
- Код по гидрологической изученности (ГИ) — 111103223
- Код бассейна — 10.01.03.002
- Номер тома по ГИ — 11
- Выпуск по ГИ — 1